# Gouvernement Matas II
Pour les articles homonymes, voir Matas (homonymie).
Îles Baléares
Antich I Antich II
Le gouvernement Matas II (en catalan : Segon Govern de Jaume Matas) est le gouvernement des îles Baléares du 1er juillet 2003 au 9 juillet 2007, sous la VIe législature du Parlement.

## Historique
Ce gouvernement est dirigé par le nouveau président des îles Baléares conservateur Jaume Matas. Il est constitué du seul Parti populaire et dispose de 30 députés sur 59, soit 50,8 % des sièges du Parlement.
Il est formé à la suite des élections parlementaires du 25 mai 2003.

### Formation
Le 26 juin 2003, Jaume Matas remporte le vote d'investiture au Parlement par 33 voix favorables et 25 contre. Nommé président le 27 juin suivant, le gouvernement de Jaume Matas entre en fonctions le 1er juillet.

## Composition

### Initiale
| Fonction                                                       | Titulaire | Titulaire                             | Parti |
| -------------------------------------------------------------- | --------- | ------------------------------------- | ----- |
| Président                                                      |           | Jaume Matas i Palou                   | PP    |
| Vice-présidente Conseillère aux Relations institutionnelles    |           | Rosa Estaràs Ferragut                 | PP    |
| Conseiller au Tourisme, porte-parole                           |           | Juan Flaquer Riutort                  | PP    |
| Conseillère aux Travaux publics, au Logement et aux Transports |           | Margalida Cabrer González             | PP    |
| Conseiller à l'Environnement                                   |           | Jaume Font Barceló                    | PP    |
| Conseiller à l'Intérieur                                       |           | José María Rodríguez Barberá          | PP    |
| Conseiller à l'Économie, aux Finances et à l'Innovation        |           | Lluís Àngel Ramis de Ayreflor Cardell | PP    |
| Conseiller au Commerce, à l'Industrie et à l'Énergie           |           | Josep Juan Cardona                    | PP    |
| Conseiller au Travail et à la Formation                        |           | Guillermo de Olives Olivares          | PP    |
| Conseiller au Travail et à la Formation                        |           | Cristóbal Huguet Sintes (21/05/2004)  | PP    |
| Conseiller à l'Éducation et à la Culture                       |           | Francesc Fiol Amengual                | PP    |
| Conseiller à l'Agriculture et à la Pêche                       |           | Tomás de Villanueva Cortés            | PP    |
| Conseiller à l'Agriculture et à la Pêche                       |           | Margarita Moner Tugores (14/10/2003)  | PP    |
| Conseillère à la Santé et à la Consommation                    |           | Ana María Castillo Ferrer             | PP    |
| Conseillère à la Présidence et aux Sports                      |           | María Rosa Puig Oliver                | PP    |

### Remaniement du19 octobre 2005
- Les nouveaux conseillers sont indiqués en gras, ceux ayant changé d'attributions en italique.

| Fonction                                                       | Titulaire | Titulaire                             | Parti |
| -------------------------------------------------------------- | --------- | ------------------------------------- | ----- |
| Président                                                      |           | Jaume Matas i Palou                   | PP    |
| Vice-présidente Conseillère aux Relations institutionnelles    |           | Rosa Estaràs Ferragut                 | PP    |
| Conseiller au Tourisme, porte-parole                           |           | Juan Flaquer Riutort                  | PP    |
| Conseillère aux Travaux publics, au Logement et aux Transports |           | Margalida Cabrer González             | PP    |
| Conseiller à l'Environnement                                   |           | Jaume Font Barceló                    | PP    |
| Conseiller à l'Intérieur                                       |           | José María Rodríguez Barberá          | PP    |
| Conseiller à l'Économie, aux Finances et à l'Innovation        |           | Lluís Àngel Ramis de Ayreflor Cardell | PP    |
| Conseiller au Commerce, à l'Industrie et à l'Énergie           |           | Josep Juan Cardona                    | PP    |
| Conseiller au Travail et à la Formation                        |           | Cristóbal Huguet Sintes               | PP    |
| Conseiller à l'Éducation et à la Culture                       |           | Francesc Fiol Amengual                | PP    |
| Conseiller à l'Agriculture et à la Pêche                       |           | Margarita Moner Tugores               | PP    |
| Conseillère à la Santé et à la Consommation                    |           | Ana María Castillo Ferrer             | PP    |
| Conseillère à la Présidence et aux Sports                      |           | María Rosa Puig Oliver                | PP    |
| Conseillère à l'Immigration et à la Coopération                |           | Encarnación Juana Pastor Sánchez      | PP    |